# Cezary Miszta
Cezary Miszta (Łuków, Polonia, 30 de octubre de 2001) es un futbolista polaco que juega de portero en el Rio Ave F. C. de la Primeira Liga portuguesa.

## Trayectoria
Miszta comenzó en las categorías inferiores del Orlęta Łuków de su ciudad natal antes de ser traspasado al Motor Lublin con tal solo catorce años. Sus buenas actuaciones en la cantera del club lublinés atrajo la atención de multitud de equipos de primer nivel del fútbol polaco, incluyendo al Legia de Varsovia. La entidad varsoviana fichó a la joven promesa en el mercado de verano de la temporada 2017-18, quien fue ascendido como tercer portero por detrás de Arkadiusz Malarz y Radosław Cierzniak al año siguiente.
Miszta renovó su contrato con el club de la capital polaca en verano de 2019, prolongando su contrato con el Legia hasta 2022. Durante la pretemporada del Legia, se hizo oficial su cesión al Zagłębie Sosnowiec de la I Liga de Polonia por un año, siguiendo así los pasos del guardameta titular Radosław Majecki. En el mercado de invierno se vuelve a marchar cedido, esta vez al Radomiak Radom de la también I Liga hasta final de temporada. A su vuelta a Varsovia, debutó con los legionarios en la victoria a domicilio por 0-1 ante el KS Cracovia, el 22 de noviembre de 2020. En la primavera de la temporada 2020-21, amplió su vinculación hasta junio de 2025 con el equipo.
No obstante, con la presencia en el banquillo del Legia de otros tres guardametas (Kacper Tobiasz, Dominik Hładun y Gabriel Kobylak), Miszta fue relegado al equipo filial Wojskowi en la III Liga, después de rumorearse su posible préstamo con opción de compra al Pafos FC de la Primera División de Chipre. El 30 de enero de 2024 se concretó una cesión con opción de compra al Rio Ave de la Primeira Liga portuguesa, permaneciendo en el club rioavista hasta finales de la temporada 2023-24. A pesar de solo jugar un único encuentro, el empate por 1-1 contra el Benfica acontecido el 17 de mayo (donde además Miszta fue nombrado jugador del partido), el Rio Ave ejerció la opción de compra de un millón de euros por el arquero polaco, fichando por tres años con el club portugués. Miszta abandonó el club legionario tras 36 partidos jugados con la camiseta del Legia de Varsovia.